# Grimmia americana
Grimmia americana är en bladmossart som beskrevs av Edwin Bunting Bartram 1929. Grimmia americana ingår i släktet grimmior, och familjen Grimmiaceae. Inga underarter finns listade i Catalogue of Life.